# TU9

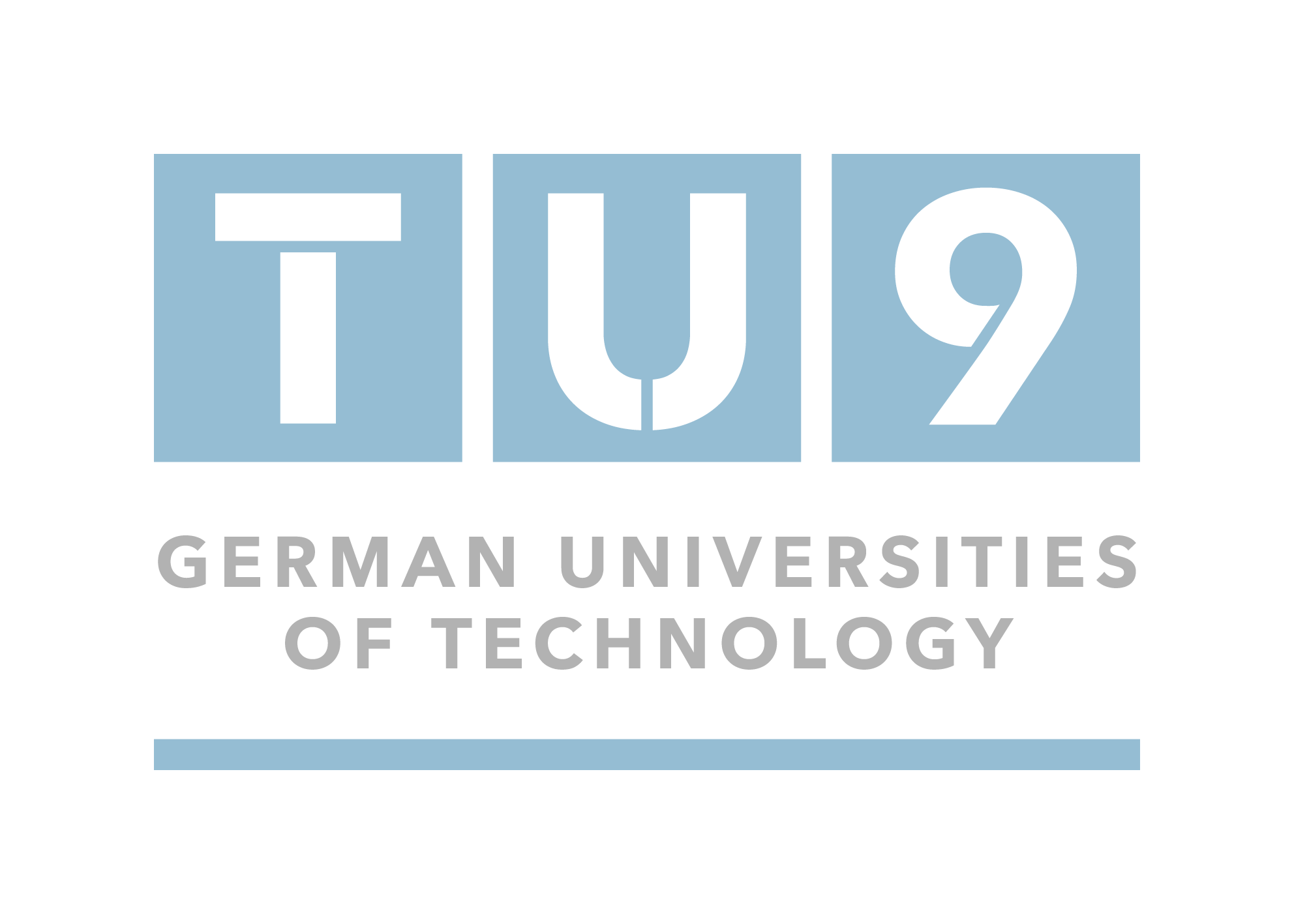
TU9のロゴ

TU9（テーウーノイン、TU9 German Institutes of Technology e. V.）は、ドイツの9つの工科大学による大学連合である。

## 概要
2003年から大学総長間の非公式の会合として始まり、2006年1月26日に9大学により大学連合が設立された。

## 構成大学
- ミュンヘン工科大学（TU München）
- カールスルーエ工科大学（KIT）
- アーヘン工科大学（RWTH Aachen）
- ベルリン工科大学（TU Berlin）
- ドレスデン工科大学（TU Dresden）
- シュトゥットガルト大学（Universität Stuttgart）
- ダルムシュタット工科大学（TU Darmstadt）
- ハノーファー大学（Leibniz Universität Hannover）
- ブラウンシュヴァイク工科大学（TU Braunschweig）